# Naila

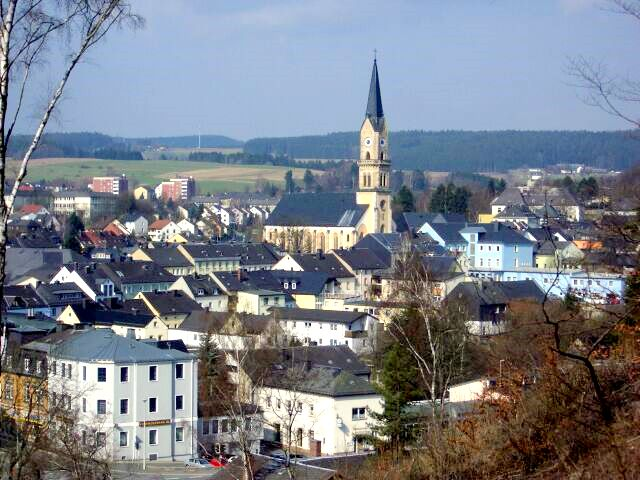
Stadtansicht mit Pfarrkirche

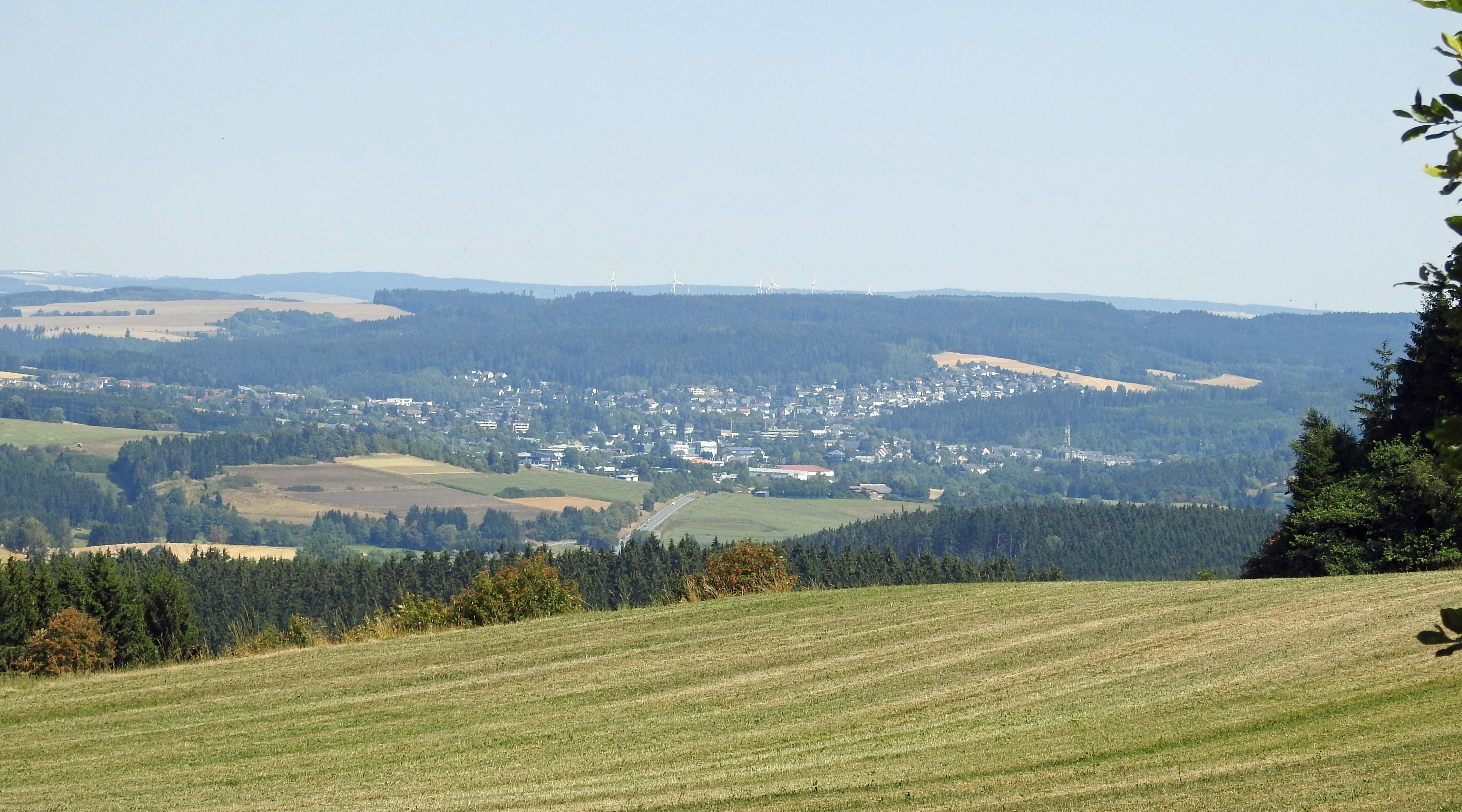
Naila von Südwesten

Naila [ˈnaɪ̯laː] (fränkisch: Naala) ist eine Stadt in Oberfranken. Sie liegt etwa 18 Kilometer westlich der kreisfreien Stadt Hof im Frankenwald an der bayerischen Porzellanstraße. Die Stadt ist seit 1993 ein Mittelzentrum im Landkreis Hof und war bis 1972 die Kreisstadt des Landkreises Naila.

## Geographie

### Lage
Naila liegt im östlichen Frankenwald am Flüsschen Selbitz. Die Höhenmarke am Nailaer Bahnhof zeigt 501 m ü. NHN. Der höchste Punkt im Gemeindegebiet liegt auf 710 Meter bei Döbrastöcken am Anstieg zum Döbraberg, der niedrigste auf 488 Meter an der Selbitz am Eingang des Höllentales.

### Nachbargemeinden
Die Stadt grenzt an folgende Gebiete im Landkreis Hof:
| Lichtenberg                      | Issigau                                     | Berg    |
| Bad Steben Gemeindefreies Gebiet | Kompassrose, die auf Nachbargemeinden zeigt | Selbitz |
| Schwarzenbach am Wald            | Schauenstein                                |         |

### Gemeindegliederung

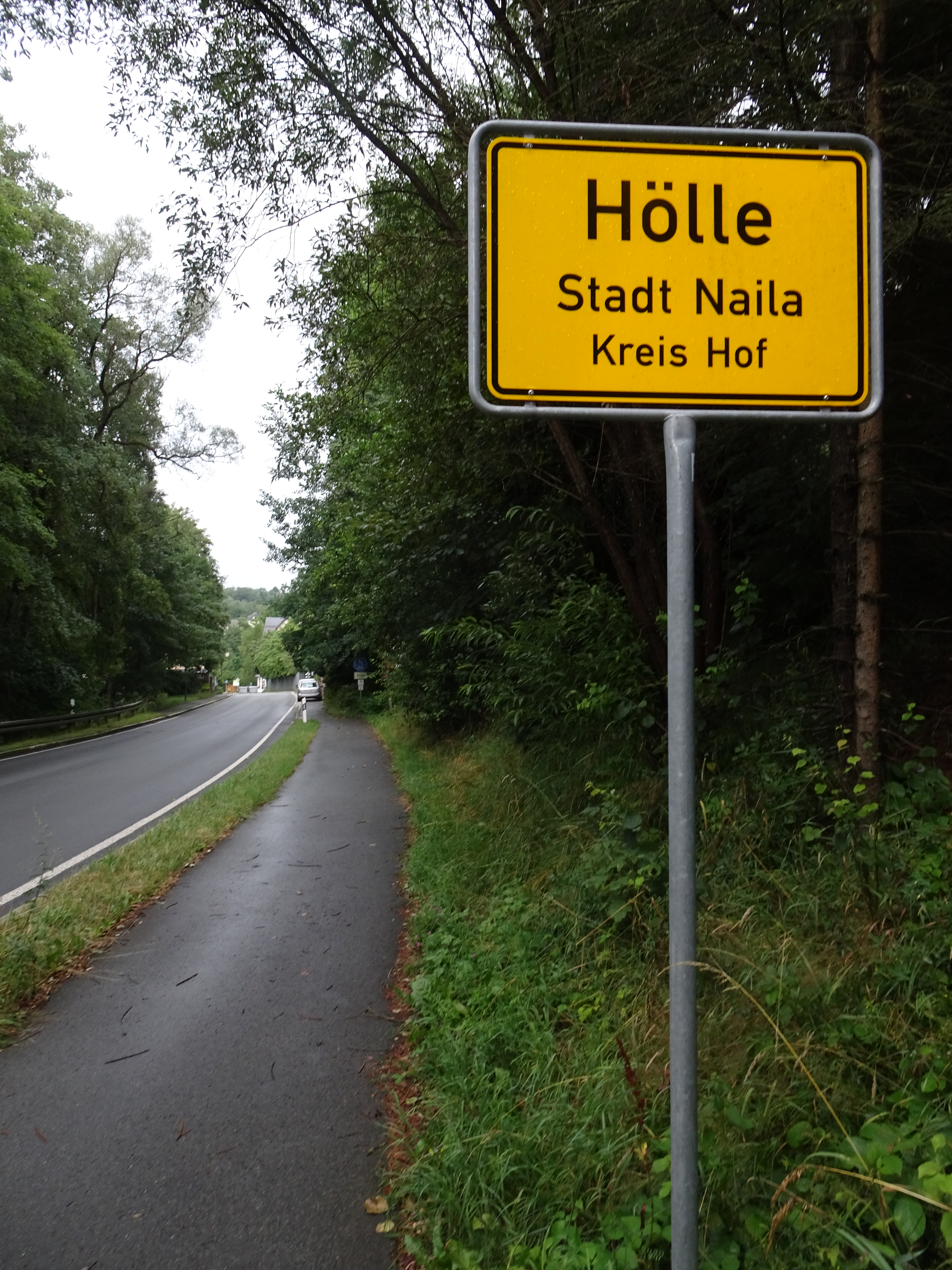
Ortsschild Hölle, Ortsteil von Naila

Naila besteht aus 36 Gemeindeteilen (in Klammern ist der Siedlungstyp angegeben):
- Bärenhaus (Weiler)
- Bärenhäuser (Einöde)
- Brand (Dorf)
- Culmitz (Dorf)
- Culmitzhammer (Weiler)
- Döbrastöcken (Weiler)
- Dreigrün (Weiler)
- Einsiedel (Weiler)
- Erbsbühl (Einöde)
- Erbsbühl (hintere) (Weiler)
- Finkenflug (Einöde)
- Froschbach (Weiler)
- Garles (Einöde)
- Hölle (Dorf)
- Hügel (Weiler)
- Kalkofen (Weiler)
- Kleinschmieden (Dorf)
- Linden (Weiler)
- Lippertsgrün (Kirchdorf)
- Marlesreuth (Pfarrdorf)
- Marmormühle (Einöde)
- Martinsberg (Anstalt)
- Marxgrün (Kirchdorf)
- Mittelklingensporn (Einöde)
- Molkenbrunn (Einöde)
- Naila (Hauptort)
- Naila-Froschgrün (Stadtteil)
- Nestelreuth (Weiler)
- Oberklingensporn (Einöde)
- Pechreuth (Einöde)
- Reutberg (Einöde)
- Schleifmühle (Einöde)
- Schneckengrün (Weiler)
- Schottenhammer (Weiler)
- Unterklingensporn (Einöde)
- Weidstaudenmühle (Einöde)

Außerdem gibt es die Orte Modelsmühle, Pechreuth-Culmitz und Pechreuth-Lippertsgrün. Die Einöde Ziegelhütte ist wüst gefallen.
Es gibt auf dem Gemeindegebiet die Gemarkungen Culmitz, Froschgrün, Lippertsgrün, Marlesreuth, Marxreuth, Naila und Forst Schwarzenbach am Wald (Gemarkungsteil 1). Die Gemarkung Naila hat eine Fläche von 12,437 km² und ist in 3460 Flurstücke aufgeteilt, die eine durchschnittliche Fläche von 3595 m² haben. In ihr liegen die Gemeindeteile Dreigrün, Erbsbühl, Finkenflug, Kalkofen, Linden, Marmormühle, Martinsberg, Oberklingensporn, Reutberg, Schleifmühle und Unterklingensporn.

### Flächennutzung
Von der insgesamt 37,04 km² großen Fläche der Stadt Naila sind 30,37 km² (82 %) Vegetationsfläche, 4,18 km² (11,3 %) Siedlungsfläche, 2,17 km² (5,9 %) Verkehrsfläche und 0,32 km² (0,9 %) Gewässerfläche.

## Geschichte

### Namensentwicklung
In der Vergangenheit kamen folgende Varianten des Stadtnamens vor:
- Neulins, Newlins und Newlin (von 1343 bis 1429)
- Neilein (ab 1424)
- Neylein (ab 1429)
- Neyla (ab 1478)
- Naila (ab 1643)

Die Entstehung des Stadtnamens ist unklar. Verschiedene Heimatforscher konnten sich nicht auf eine Deutung einigen. Es gibt daher mehrere Deutungsversuche mit diesen Varianten.
Stammt die Bezeichnung Naila aus dem Altdeutschen, lässt sie sich so erklären:
- Eiförmige Anlage (bezieht sich auf die erste Anlage, welche ei- oder ovalförmig gewesen sein muss); dies würde Eila oder Eilau geschrieben. Das N hätte sich dann wahrscheinlich aus der regionalen Mundart ergeben.
- Neue kleine Ansiedlung: Die älteste bekannte Schreibweise von Naila, Neulins, bietet das Neu an, während -lins, -lein oder eben später -la eine Verkleinerung zum Ausdruck bringt. Dies ist auch im Einklang mit der heutigen Mundart, wo -la als Verkleinerungs- oder Verniedlichungsform gebräuchlich ist und die wahrscheinlichste Deutung.
- Neu-Waldsiedlung: Auch hier das ziemlich wahrscheinliche Ursprungswort Neu, das mit relativer Sicherheit im Ursprung des Wortes enthalten ist. -La wird hier allerdings als Loh interpretiert, was damals auch in anderen Quellen anzutreffen war. Loh würde auf Wald hinweisen, was zwar den geografischen Gegebenheiten entspricht, allerdings muss darauf hingewiesen werden, dass die erste urkundliche Erwähnung der zweiten Silbe -lins war und -la erst später aufgetreten ist.

Legt man die slawische Sprache zu Grunde, ergibt sich folgende Erklärung:
- Nahly (bedeutet etwa so viel wie „steil“)
- Na und Glina: von Glina, dem slawischen Wort für Lehm und Na, in etwa Lokal oder Kneipe, zusammengesetzt also Lokal auf dem Lehm

### Bis zur Gebietsreform
Die frühesten Siedlungsspuren auf dem Gebiet des heutigen Naila sind Keramikscherben, die man auf die Zeit zwischen 600 und 900 nach Christus datieren konnte. Erstmals wurde 1343 ein „Dorf zu Neulins“ urkundlich erwähnt. Von der Mitte des 15. bis zur Mitte des 18. Jahrhunderts florierte der Eisen- und Kupferbergbau. Mit Beginn der Industrialisierung verschob sich der wirtschaftliche Schwerpunkt hin zur Schuh- und Textilfabrikation.
Zur Realgemeinde gehörten Dreigrün, Erbsbühl, Finkenflug, Kalkofen, Linden, Marmormühle, Mittelklingensporn, Oberklingensporn, Reutberg, Schleifmühle und Unterklingensporn. Gegen Ende des 18. Jahrhunderts bestand Naila aus 150 Anwesen. Die Hochgerichtsbarkeit hatte das bayreuthische Vogteiamt Naila. Die Dorf- und Gemeindeherrschaft hatten das Kastenamt Hof und das Vogteiamt Naila gemeinschaftlich.
Grundherren waren
- die Gemeinde: Schule, Rathaus, Brauhaus, Spital;
- die Kirche: Kirche, Pfarrwohnung;
- das Kastenamt Hof: 1 Viertel: 15 Häuser; 2 Viertel: 16 Häuser, 8 Tropfhäuser; 3 Viertel: 17 Häuser, 2 Tropfhäuser, 2 Halbhofstätte, 1 Hofstatt, 1 Gut; 4 Viertel: 25 Häuser, 10 Tropfhäuser; 5 Mühlen;
- das Verwaltungsamt Bernstein am Wald: 3 Tropfhäuser, 1 Wohnhaus;
- das Rittergut Erbsbühl: 1 Haus;
- das Rittergut Frosch- und Schneckengrün: 1 Wohnhaus, 8 Häuser, 3 Tropfhäuser;
- das Rittergut Marlesreuth: 2 Kellerhäuser, 2 Hofstätte, 9 Tropfhäuser, 15 Häuser.

Das Vogteiamt, das Bergamt, die Wildmeisterei und die Zollstätte waren herrschaftlicher Besitz des Vogteiamtes Naila.
Das ehemalige Oberamt des seit 1792 preußischen Fürstentums Bayreuth fiel mit diesem im Frieden von Tilsit 1807 an Frankreich und kam 1810 zu Bayern. Von 1797 bis 1810 unterstand Naila dem preußischen Justiz- und Kammeramt Naila. Infolge des Ersten Gemeindeedikts wurde 1812 der Steuerdistrikt Naila gebildet. Zu diesem gehörten Dreigrün, Erbsbühl, Finkenflug, Kalkofen, Linden, Marmormühle, Mittelklingensporn, Oberklingensporn, Reutberg, Schleifmühle, Schottenhammer und Unterklingensporn. Mit dem Zweiten Gemeindeedikt entstand die Munizipalgemeinde Naila (Magistrat III. Klasse), die mit Ausnahme von Mittelklingensporn deckungsgleich mit dem Steuerdistrikt war. Sie war in Verwaltung und Gerichtsbarkeit dem Landgericht Naila zugeordnet und in der Finanzverwaltung dem Rentamt Lichtenberg (1919 in Finanzamt Lichtenberg umbenannt, seit 1955 Finanzamt Naila). Ab 1862 gehörte Untersteben zum Bezirksamt Naila (1939 in Landkreis Naila umbenannt). Die Gerichtsbarkeit blieb beim Landgericht Naila (1879 in Amtsgericht Naila umgewandelt). Die Gemeinde Naila am Wald hatte 1964 eine Fläche von 13,825 km².
Im Zweiten Weltkrieg fielen ca. 200 Nailaer. Anschließend gab es einen großen Zustrom von Flüchtlingen aus den ehemaligen deutschen Ostgebieten. Trotz des Wegfalls wichtiger Absatzmärkte infolge der deutschen Teilung war die weitere wirtschaftliche Entwicklung Nailas nach dem Krieg durchaus positiv.

### Eingemeindungen
Im Jahr 1920 wurde die Gemeinde Froschgrün eingegliedert. Im Zuge der Gebietsreform in Bayern kam am 1. Juli 1971 Culmitz hinzu. Am 1. Mai 1978 wurden schließlich Lippertsgrün, Marlesreuth und Marxgrün sowie ein Teil der aufgelösten Gemeinde Reitzenstein eingegliedert.

### Einwohnerentwicklung
Im Zeitraum 1988 bis 2018 sank die Einwohnerzahl von 8560 auf 7684 um 876 bzw. um 10,2 %. Am 31. Dezember 1992 hatte die Stadt 9107 Einwohner.
Gemeinde Naila
| Jahr      | 1819   | 1840   | 1852   | 1861   | 1867   | 1871   | 1875   | 1880   | 1885   | 1890   | 1895   | 1900   | 1905   | 1910   | 1919   | 1925   | 1933   | 1939   | 1946   | 1950   | 1961   | 1970   | 1987   | 2000 | 2010   | 2015   | 2022   |
| Einwohner | 1715   | 2089   | 2011   | 2078   | 2037   | 2112   | 2090   | 2086   | 2206   | 2045   | 2313   | 2617   | 2837   | 3322   | 3406   | 3950   | 4349   | 4519   | 6549   | 6419   | 6527   | 6870   | 8636   | 8547 | 8071   | 7640   | 7711   |
| Häuser    |        |        |        |        |        | 214    |        |        | 224    | 226    |        | 262    |        |        |        | 413    |        |        |        | 640    | 929    |        | 2207   |      |        | 2370   | 2408   |
| Quelle    | [ 13 ] | [ 18 ] | [ 18 ] | [ 19 ] | [ 20 ] | [ 21 ] | [ 22 ] | [ 23 ] | [ 24 ] | [ 25 ] | [ 18 ] | [ 26 ] | [ 18 ] | [ 27 ] | [ 18 ] | [ 28 ] | [ 18 ] | [ 18 ] | [ 18 ] | [ 29 ] | [ 14 ] | [ 30 ] | [ 31 ] |      | [ 32 ] | [ 32 ] | [ 33 ] |

Ort Naila
| Jahr      | 1799   | 1819   | 1861   | 1871   | 1885   | 1900   | 1925   | 1950   | 1961   | 1970   | 1987   |
| Einwohner | 1139   | *1536  | 1851   | 1870   | 2010   | 2405   | 3512   | †5663  | †5748  | °5863  | 4989   |
| Häuser    | 171    |        |        |        | 199    | 237    | 360    | †542   | †772   |        | 1146   |
| Quelle    | [ 34 ] | [ 13 ] | [ 19 ] | [ 21 ] | [ 24 ] | [ 26 ] | [ 28 ] | [ 29 ] | [ 14 ] | [ 30 ] | [ 31 ] |

### Religion

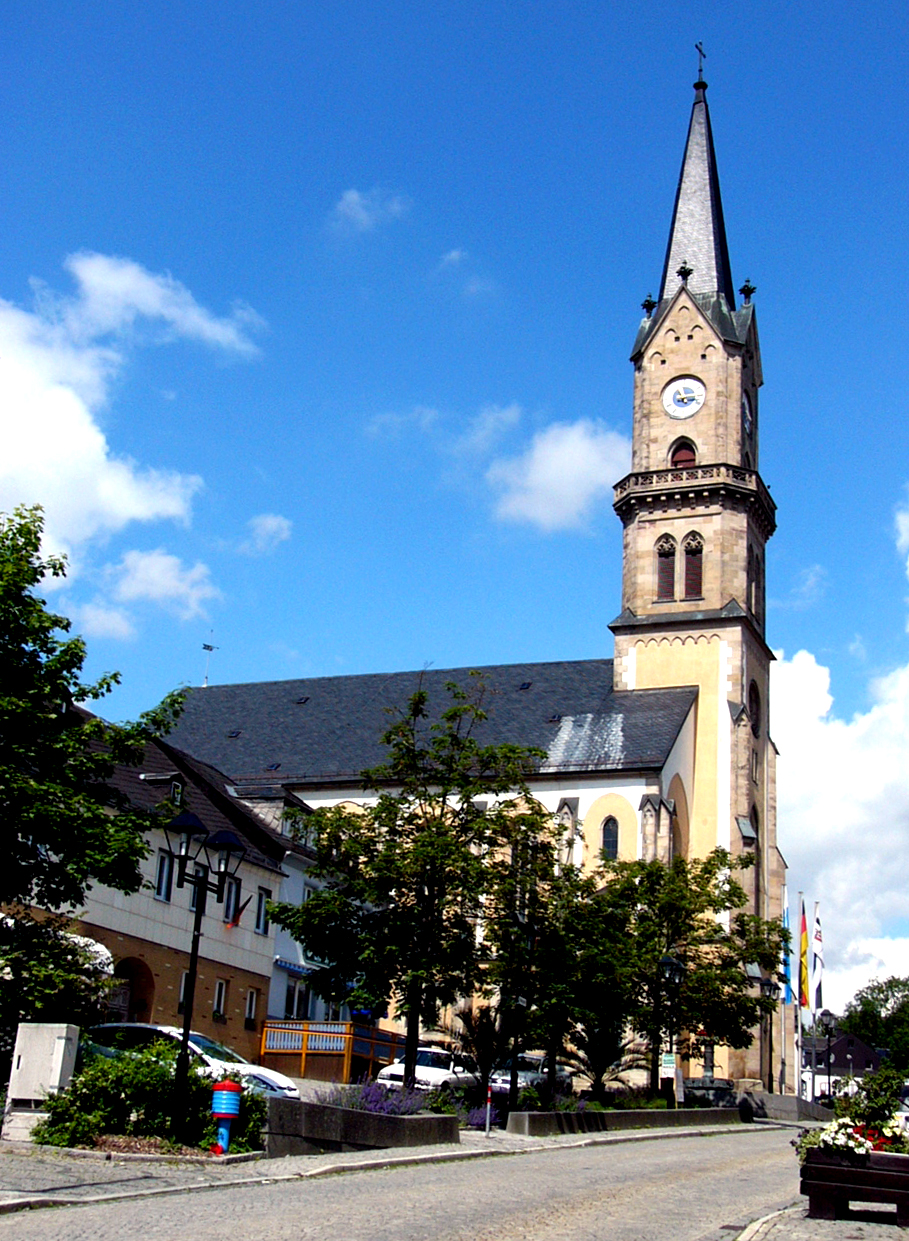
Evangelische Stadtkirche, Sitz des evangelischen Dekanats Naila

Im Zuge der Reformation wurde die ehemals katholische Pfarrkirche Naila 1537 protestantisch. Naila ist Sitz des Dekanats Naila der Evangelisch-Lutherischen Kirche in Bayern. Das Dekanat umfasst im Wesentlichen den ehemaligen Landkreis Naila. Die evangelische Stadtkirche St. Veit befindet sich am Marktplatz. Es gibt ein Freizeitheim des CVJM, eine Landeskirchliche Gemeinschaft und die evangelische Kreuzbruderschaft. Der Neubau der evangelisch-methodistischen Kirche wurde 1932 geweiht.

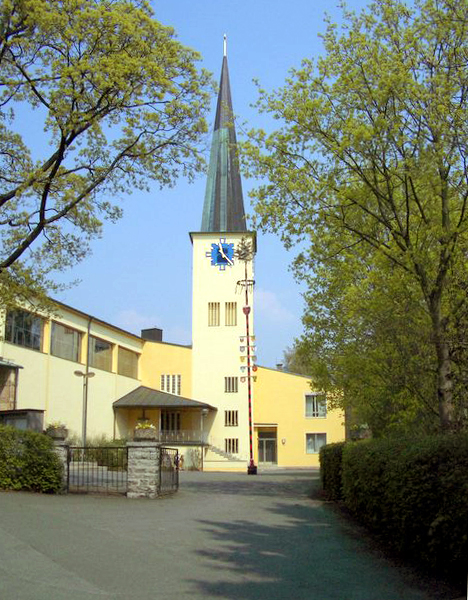
Katholische Stadtpfarrkirche, Sitz des katholischen Dekanats Hof

Mit dem Bau der katholischen Hofer Stadtkirche erlebte der Katholizismus im Hofer Land eine Neuorganisation. 1899 entstand für die Katholiken in Naila ein Betsaal. 1911 wurde der Neubau einer römisch-katholischen Kirche geweiht. Die katholische Kuratie Naila wurde 1937, bei der Gründung des katholischen Dekanates Hof, zur Pfarrei erhoben. 1962 wurde die katholische Stadtpfarrkirche Verklärung Christi erbaut. Seit 2019 residiert der Dekan des katholischen Dekanates Hof in Naila. Es umfasst die Kreisfreie Stadt Hof, den Landkreis Hof und den Landkreis Kulmbach.
Ebenso gibt es eine neuapostolische Kirche und einen Königreichssaal der Zeugen Jehovas in Naila.

## Politik

### Stadtrat
Der Nailaer Stadtrat hat einschließlich des Bürgermeisters 21 Mitglieder. Es bestehen vier Ausschüsse: Hauptverwaltungsausschuss, Bau- und Grundstücksausschuss, Finanzausschuss und Rechnungsprüfungsausschuss.
CSU und Wähler-Union bilden eine Fraktion, ebenso die Freie Wähler Gemeinschaft Naila (FWG), die Überparteiliche Wählergemeinschaft Naila (ÜWG) und Parteifreie Bürger. Die
Wählergruppe Aktive Bürger hat keinen Fraktionsstatus.
| Partei                                   | 2020 | 2014 | 2008 |
| ---------------------------------------- | ---- | ---- | ---- |
| Freie Wähler Gemeinschaft Naila          | 7    | 7    | 8    |
| Christlich-Soziale Union in Bayern       | 5    | 5    | 4    |
| SPD                                      | 3    | 3    | 3    |
| Wählerunion Naila                        | 1    | 1    | 2    |
| Parteifreie Bürger Marxgrün/Hölle        | 2    | 2    | 1    |
| Überparteiliche Wählergemeinschaft Naila | 1    | 1    | 1    |
| Aktive Bürger Naila                      | 1    | 1    | 1    |

### Bürgermeister
An der Spitze der Stadt steht der Erste Bürgermeister. Der Stadtrat wählt zwei Stellvertreter aus den Reihen des Stadtrates. Zweiter Bürgermeister ist gegenwärtig Jörg-Steffen Höger (Parteifreie Bürger Marxgrün/Hölle); Dritter Bürgermeister Daniel Hohberger (SPD).
| Amtszeit  | Name                           |
| --------- | ------------------------------ |
| 1818–1828 | Johann Jakob Eichele           |
| 1829–1840 | Johann Nikolaus Wolfgang Knopf |
| 1841–1846 | August Immanuel Zuber          |
| 1847–1855 | Wilhelm Johann Heckel sen.     |
| 1856–1862 | Heinrich Johann Klug           |
| 1862–1868 | Wilhelm Heckel jun.            |
| 1868–1875 | Ludwig Borger                  |
| 1876–1887 | Heinrich Frühauf               |
| 1888–1897 | Philipp Heckel                 |

| Amtszeit  | Name               |
| --------- | ------------------ |
| 1898–1905 | Heinrich Findeiß   |
| 1906–1919 | Wilhelm Hagen      |
| 1919–1926 | Heinrich Kanzler   |
| 1926–1933 | Julius Borger      |
| 1933–1933 | Ludwig Wunner      |
| 1933–1945 | Karl Jakob Schmidt |
| 1945–1945 | Georg Fugmann      |
| 1945–1948 | Heinrich Lang sen. |
| 1948–1952 | Christian Schlicht |

| Amtszeit  | Name               |
| --------- | ------------------ |
| 1952–1953 | Georg Fugmann      |
| 1953–1956 | Karl Otto Zander   |
| 1956–1959 | Hilmar Jahn        |
| 1960–1964 | Fritz Jahn         |
| 1964–1968 | Hans Künzel        |
| 1968–1972 | Albin Bischoff     |
| 1972–1996 | Robert Strobel     |
| 1996–2001 | Hannsjürgen Lommer |
| seit 2001 | Frank Stumpf (FWG) |

### Wappen und Flagge
Wappen
| Wappen von Naila | Blasonierung: „Gespalten; vorne geviert von Schwarz und Silber; hinten in Rot auf grünem Boden zwischen zwei grünen Bäumen stehend ein wilder Mann mit grünem Laubkranz und grünem Blätterschurz, der mit der Rechten eine goldene Keule schwingt“ |
| Wappen von Naila | Wappenbegründung: Schwarz und Silber sind Symbol für die hohenzollerischen, später brandenburgischen Landesherren. Daneben steht der wilde Mann, der Historikern zufolge ein Symbol für Bergbau in der Gegend ist. Das Wappen ist nur einmal im Jahr 1819 verändert worden. Nach dem Anschluss an Bayern wurden die schwarzen Flächen blau gefärbt, um die bayerischen Landesfarben darzustellen. Diese Änderung wurde zu Beginn des 20. Jahrhunderts wieder rückgängig gemacht. |

Flagge
Die Gemeindeflagge ist schwarz-weiß.

## Kultur

### Heimatmuseum
Seit 1986 gibt es in Naila ein Heimatmuseum, das im Schusterhof, einer ehemaligen Schuhfabrik, untergebracht ist.

### Weberhausmuseum
Seit 1994 gibt es im Nailaer Ortsteil Marlesreuth das historische Weberhaus, in dem das Leben in einem Weberdorf nahegebracht wird.

### Märkte
Zu erwähnen sind die beiden großen Märkte, der Frühlings- und der Herbstmarkt, der Rupperichmarkt in der Adventszeit sowie der Wochenmarkt.

### Parkeisenbahn
Im Froschgrüner Park fährt in den Sommermonaten sonntags eine Parkeisenbahn.

### Brunnen
Der Hochzeitsbrunnen am Marktplatz und ein weiterer Bronzebrunnen sind Arbeiten der Köditzer Künstlerin Margarete Wiggen.

### Eierwalchen

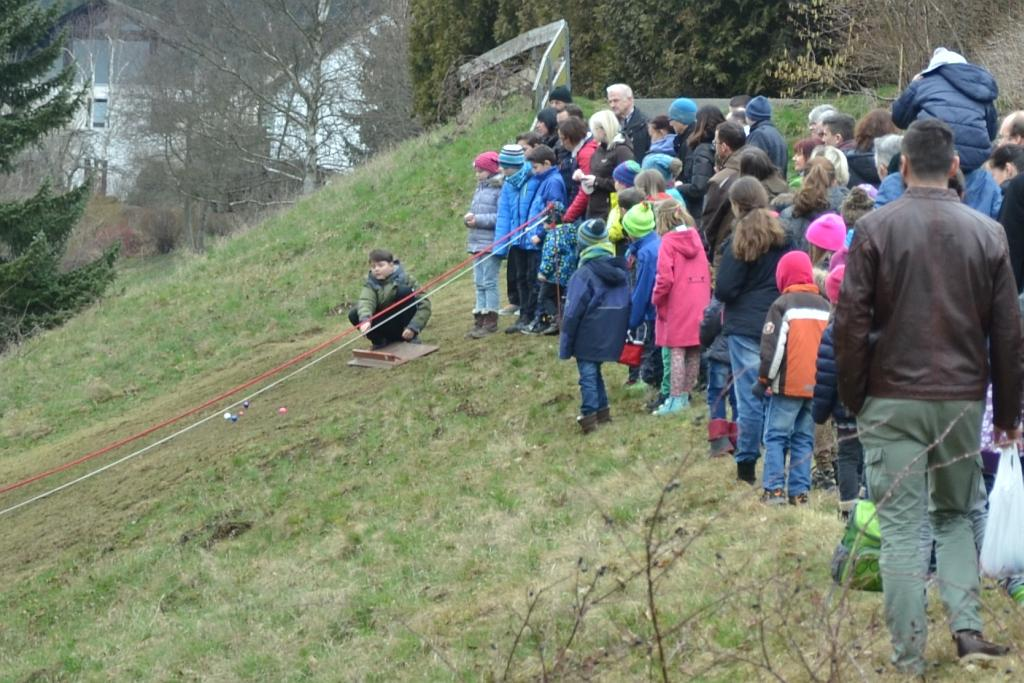
Brauch des Eierwalchens in Naila am Karsamstag

Am Karsamstag wird der Brauch des Eierwalchens (Eierrollens) gepflegt, der in früheren Zeiten große Bedeutung in Naila hatte (die Namensgebung mehrerer Straßen ist auf den Brauch zurückzuführen). Der Wettbewerb findet in der Nähe des Spielplatzes am Ludelbach statt.

### Baumdenkmal
Das Baumdenkmal für die Deutsche Einheit befindet sich im Freizeitgelände „Am Ludelbach“.

### Todesmarsch
Auf dem Städtischen Friedhof an der Albin-Klöber-Straße erinnern ein Sammelgrab und eine Steinplastik daran, dass dort neun Opfer eines Todesmarsches aus dem KZ Buchenwald begraben sind, die im Frühjahr 1945 nahe dem Ort von SS-Männern erschlagen wurden. Auf dem Friedhof von Naila sind noch fünf weitere NS-Opfer beerdigt (drei verstorbene Zwangsarbeiter und zwei unbekannte Soldaten, die von der SS erschossen wurden).

### Naherholungsgebiete
In der Region gibt es zahlreiche Naherholungsgebiete, beispielsweise das Höllental.

### Wandern
Der Frankenweg führt durch die Ortsteile Hölle und Marxgrün und am Stadtrand von Naila vorbei.

### Sport
Das Sportangebot der örtlichen Vereine umfasst Tischtennis, Tennis, Karate, Kickboxen, Fußball, Handball, Volleyball, Indiaca, Kung-Fu, Motorsport, Kegeln, Tanzsport, Sport- und Bogenschießen, Darts, Leichtathletik, Langstreckenlauf und Triathlon. Möglichkeiten zum Skiabfahrts- und Snowboardfahren am Schlepplift bieten sich im Ortsteil Döbrastöcken. In der Umgebung von Naila befinden sich zahlreiche Skilanglaufloipen und Wanderwege. Beim Stadion am Nordrand Nailas handelt es sich um ein Leichtathletikstadion mit Laufbahnen, Wurfanlagen und einem Fußballfeld. Das Spielfeld ist auf einer Seite von einem Erdwall mit Stehrängen umgeben, die Platz für circa 2000 Zuschauer bieten. Es wurde 1983 mit einem Spiel eines verstärkten FSV Naila gegen den neunmaligen deutschen Fußball-Meister 1. FC Nürnberg eingeweiht. Das 1936 angelegte Freibad im Dreigrünbach-Grund wurde inzwischen umgebaut. In Naila selbst gibt es außerdem eine Minigolfbahn am Ludelbach und den Skatepark.

### POLIS
Der frühere Nailaer Notar Axel Adrian hat im Jahr 2003 die Nailaer Demografie-Tage ins Leben gerufen. Die Veranstaltung diskutiert jährlich Probleme, die durch die rückläufige Bevölkerungsentwicklung in Deutschland entstanden sind und noch entstehen werden. Sie wird von POLIS – der Vereinigung zur interdisziplinären Untersuchung von Demographie, Staat, Wirtschaft und Gesellschaft e. V. organisiert. Im Jahre 2006 fanden die 3. Nailaer Demografie-Tage mit Referenten aus Wissenschaft und Politik statt.

### winFORS
Der in Naila ansässige Verein versteht sich als Kompetenznetz und Austauschplattform für Unternehmer und Führungskräfte in der Region und hat sich zum Ziel gesetzt, mit Veranstaltungen und Unternehmensbesuchen Wissensimpulse zu vermitteln sowie Netzwerke und Kooperationen zu fördern. Er arbeitet eng mit der Hochschule Hof, der Arbeitsgemeinschaft für wirtschaftliche Verwaltung (AWV) und anderen Institutionen zusammen.

## Wirtschaft und Infrastruktur

### Wirtschaft
Naila war früher ein wichtiger Standort der Textilindustrie, die heute nur noch teilweise erhalten ist. Die aufstrebenden Wirtschaftsbetriebe sind seit der Wiedervereinigung der Einzelhandel und die Speditionen. Diese weisen dank der Osterweiterung der Europäischen Union durch die zentrale Lage und die gute Verkehrsanbindung stabil hohe Wachstumsraten auf und gelten als Hoffnungsträger der Nailaer Wirtschaft. Ein weiterer wirtschaftlicher Schwerpunkt der Region ist das Braugewerbe. Der sich verschärfende Wettbewerb im Textilbereich führte seit den 1990er Jahren zu vielen Insolvenzen und wurde teilweise durch das wachsende Logistik- und Einzelhandelsgewerbe sowie die starke Maschinenbau- und Kunststoffindustrie aufgefangen. Zu den großen Unternehmen zählen die Spedition Bischoff, die LIBA Maschinenfabrik, Lead Intelligent (ehem. Ontec Automatisierungstechnik), die 2002 gegründete Firma TLS – Transport Logistik Systeme, Rehau AG, Werke Marlesreuth und Schwarzenbach/Wald (Kunststoffe), Höllensprudel, Serag-Wiessner (chirurgisches Nahtmaterial) und Pazdera AG, Niederlassung Naila (Leichtmetallbau, ehemals Thierron).

### Verkehr

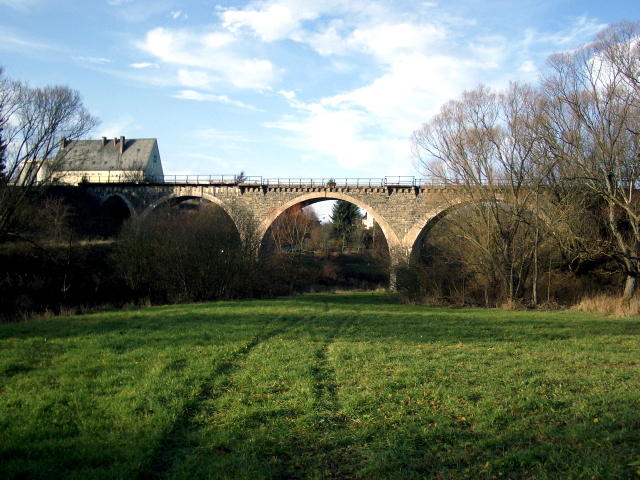
Bahnbrücke über die Selbitz am Ortseingang aus Richtung B 173

Naila liegt in der Nähe der Bundesautobahn 9 (Berlin–München) und ist über die Anschlussstelle 32 Naila/Selbitz zu erreichen. Südlich von Naila verläuft die Bundesstraße 173, die nach Hof (13,5 km östlich) bzw. nach Kronach verläuft (29,5 km westlich). Die Staatsstraße 2195 führt über Marxgrün nach Lichtenberg (6,5 km nördlich) bzw. nach Selbitz (3 km südöstlich). Die Staatsstraße 2158 führt über Marlesreuth nach Döbra (6,5 km nördlich). Gemeindeverbindungsstraßen führen nach Rodesgrün (2,3 km nordöstlich) und über Nail-Froschgrün und Rothleiten nach Berg zur St 2198 (6,5 km nordöstlich), nach Schottenhammer (2,1 km südwestlich) und nach Dreigrün (1,2 km westlich).
Durch Naila führt die Bahnstrecke Hof–Bad Steben. Im Nailaer Stadtgebiet liegen die Stationen Naila, Oberklingensporn und Marxgrün. Bis 1945 hatte die Strecke in Marxgrün eine Anbindung nach Bad Lobenstein und Saalfeld in Thüringen über die Höllentalbahn und die Sormitztalbahn. Über die markante Brücke am Nailaer Ortseingang bei der Bundesstraße 173 führte die 1994 abgebaute Lokalbahn Naila–Schwarzenbach am Wald.

### Bildung

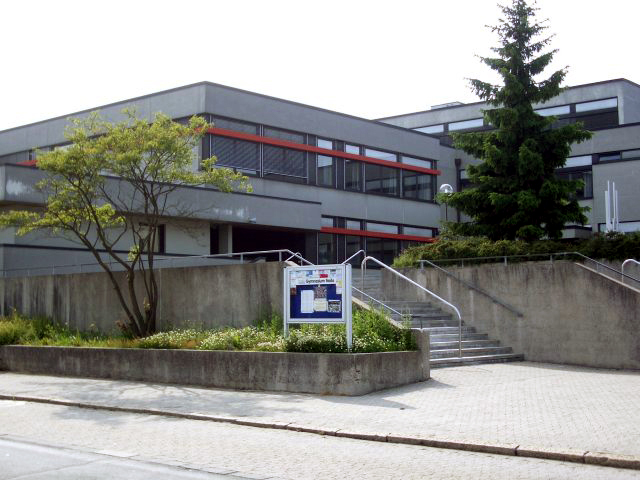
Altbau Gymnasium Naila

In Naila befinden sich folgende Schulen des gegliederten Schulsystems: Die Grundschule Naila, die Mittelschule Frankenwald (früher Hauptschule) und die Musische Realschule Naila, die aus der 1950 eröffneten Mittelschule hervorgegangen ist. Ende der 1960er Jahre wurde in Naila ein Gymnasium eingerichtet. Diese Schule, sie führt seit 2010 den Namen Hochfranken-Gymnasium Naila, bezog 1970 einen Neubau nahe der Lichtenberger Straße, der mit einem Anbau und nach Generalsanierung seit 2012 der Realschule und dem Gymnasium als Schulzentrum dient.
Die allgemeine Berufsschule ist aus der 1938 neu gegründeten Verbandsberufsschule hervorgegangen und wurde 2008 geschlossen. In dem Gebäude befindet sich seit 2017 die Evangelische Schule Naila, eine private Grund- und Mittelschule. Die Staatliche Fach- und Berufsfachschule für Bekleidung wurde 1949 als Staatliche Stickereifachschule gegründet. Die Schule am Martinsberg ist ein privates sonderpädagogisches Förderzentrum. Kinder im Vorschulalter werden in vier Kindergärten und in dem Heilpädagogisch-Psychotherapeutischen Kinderdorf Martinsberg betreut.

### Öffentliche Einrichtungen
Die Klinik Naila der Kliniken Hochfranken stellt die Gesundheitsversorgung sicher. Außerdem gibt es eine Freiwillige Feuerwehr und eine Polizeiinspektion. Das Finanzamt Hof unterhält eine Außenstelle in Naila. Des Weiteren gibt es einen städtischen Bauhof, ein städtisches Wasserwerk, eine Stadtbibliothek, ein Freibad und mit der Frankenhalle eine Mehrzweckhalle.

## Sonstiges

### Mobilfunkstudie
Diese Studie wird in der Presse meist nur Naila-Studie genannt und wurde 2004 in der Frankenhalle von Horst Eger, der die Studie zusammen mit den meisten praktizierenden Ärzten von Naila erstellt hat, vorgestellt. Ihr Thema ist die Untersuchung von Zusammenhängen zwischen elektromagnetischer Strahlung von Mobilfunkmasten und der Auftretenswahrscheinlichkeit von Krebs. Die Bewohner wurden anhand der Entfernung ihrer Wohnung zu einem Mobilfunkmast eingeteilt und die Krebshäufigkeit nach 10 Jahren Beobachtung hin auf besagte Korrelation untersucht. Statistisch gesehen liegt die Wahrscheinlichkeit für einen derartigen Zusammenhang anhand der Daten der Studie bei 95 bzw. 99 % (durch Chi-Quadrat-Test ermittelt).

#### Kritik
Die in Naila durchgeführte Studie wurde kontrovers diskutiert, wobei die Kritiker auf die Größe der Kontrollgruppe verwiesen, die zu klein sei, um andere Störfaktoren gänzlich auszuschließen und die Verfechter der Studie auf die hohe Statistische Signifikanz der gewonnenen Werte, die mindestens eine Wiederholung in größerem Maßstab nahelegen würde.

#### Folgen
Die Stadt Naila strebt derzeit in einer Petition die Absenkung der Höchstwerte auf ein Millionstel ihres jetzigen Standes sowohl auf Landes-, Bundes- als auch auf EU-Ebene an. Argument sind dabei zum einen das Vorsorgeprinzip der Europäischen Umweltpolitik, zum anderen werden die extrem niedrigen Grenzwerte der Schweiz und des österreichischen Bundeslandes Salzburg angesprochen, mit denen trotzdem ein funktionierendes Netz betrieben werden kann. Zu erklären ist das damit, dass die Intensität von elektromagnetischer Strahlung mit steigender Entfernung vom Sender quadratisch sinkt. Wenn man also mit einem einzigen Sender ein sehr großes Gebiet abdecken will, hat man in unmittelbarer Entfernung zum Sender eine extrem hohe Strahlenbelastung, die weit höher ist, als zum Empfang nötig wäre. Die Lösung in der Schweiz und in Österreich sind dementsprechend wesentlich mehr Sendemasten, die dafür mit deutlich niedrigerer Leistung betrieben werden.

### Ballonflucht aus der DDR
Am 16. September 1979 flogen die Familien Strelzyk und Wetzel aus Pößneck mit einem selbstgenähten Heißluftballon nachts über die innerdeutsche Grenze. Sie landeten nach 28 Flugminuten und 22 Kilometern (Luftlinie) in einem Feld bei Naila. An Bord befanden sich vier Erwachsene und vier Kinder. Der Original-Ballon ist im Nailaer Museum ausgestellt.

### Kuriosa
In einem Bild-Zeitungsartikel der 1980er Jahre wurde Naila [Na-ila] Afrika zugeordnet, was zu Belustigungen geführt hat.
In der Umgebung werden die Nailaer Bürger seit dem großen Brand von 1862 sowie dem gehäuften Abbrennen von Scheunen und Gebäuden neckisch Naalicher Ozünder (Nailaer Anzünder) genannt. Inzwischen wurde auch ein Ozünderweg ausgeschildert. Ebenfalls als Reminiszenz an die Ozünder heißt eine Biersorte einer lokalen Brauerei Flämmlä.

## Persönlichkeiten
- Rudolf von Andrian-Werburg (1844–1919), Regierungspräsident in Niederbayern
- Fischel Arnheim (1812–1864), Anwalt, der nach seinem Studium in Naila arbeitete und später maßgeblich an der Aufhebung von Wohnortbeschränkungen für Juden beteiligt war
- Walid Aziz (* 1969), Speditionsunternehmer, Mutmacher der Nation
- Peter Elsner (1956–2022), geboren in Marlesreuth, Ingenieur
- Reinhard Feldrapp (* 1951), Fotograf und Künstler
- Thomas Findeiß (1958–2024), Schriftsteller und Lyriker, in Naila geboren
- Karl Frank (1881–1957), 1912–1944 Pfarrer in Schwebheim bei Schweinfurt
- Hans-Peter Friedrich (* 1957), Jurist und CSU-Politiker, seit 1998 Bundestagsabgeordneter, 2011–2013 Bundesminister des Innern
- Alfred Klaila (1913–1984), Dr. med., Leiter der Gesundheitsämter in Kulmbach, Kaufbeuren und Marktoberdorf
- Albin Klöber (1857–1947), Kommerzienrat, Ehrenbürger der Stadt Naila, Mitbegründer der Schuhfabrik Seifert & Klöber
- Heinrich Andreas Lohe (1648–1713), Maler
- Adam Neun (1870–1935), Jurist, 1928–1935 Präsident des Landgerichts in Kempten
- Wilhelm Rank (1843–1931), Glaser und Fotograf, Vorreiter der Fotografie in Naila
- Helge Ritter (* 1958), Neuroinformatiker, Träger des Leibniz-Preises
- Otto Sahmann (* 1935), Schriftsteller, geboren in Naila, erhielt 1981 den Kulturpreis der oberfränkischen Wirtschaft[50]
- Wilhelm Schneider (1900–1980), Entwickler des Agfa-Color-Filmes
- Carl Seyffert (1852–1918), Kommerzienrat, Firmengründer der Buntweberei C. Seyffert GmbH
- Felix Vörtler (* 1961), Schauspieler, bekannt durch Heldt und Polizeiruf 110 (Team Magdeburg)
- Friedrich Wagner (1931–2018), Dipl.-Ing., Architekt, Professor an der Universität Stuttgart
- Johann Christoph Weiß (1663–1725), Rektor des Hofer Gymnasiums, evangelischer Theologe
- Karl Otto Zander (1881–1957), 1928–1948 Fabrikdirektor der C. Seyffert GmbH, Bürgermeister und Stadtrat in Naila
- Hanns Peter Zwißler (* 1946), Schriftsteller, war 1973 Gymnasiallehrer in der Stadt